# Anders Jacobsen

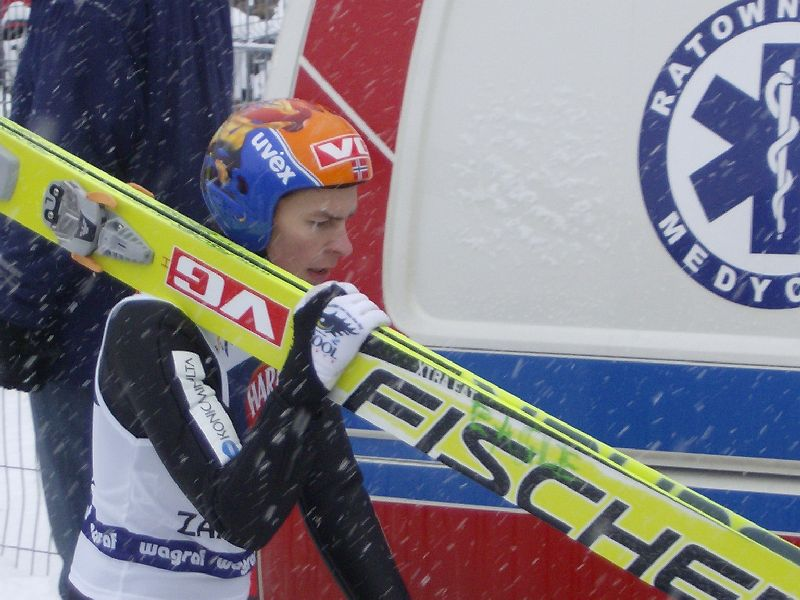
Anders Jacobsen bij de wereldbekerwedstrijd in Zakopane in 2008

Anders Jacobsen (Hønefoss, 17 februari 1985) is een Noors schansspringer.
Hij werkte aanvankelijk als loodgieter en debuteerde in de Continental Cup in 2003 en eindigde op de 50e plaats. In 2006 maakte hij zijn debuut in de Noorse ploeg. Jacobsen eindigde het World Cup-seizoen op een tiende plaats.
Tijdens het Vierschansentoernooi 2007 won hij de wedstrijd in Innsbruck. Bij de andere drie wedstrijden eindigde hij bij de beste vijf. Met zijn tweede plaats in de laatste wedstrijd, in Bischofshofen, wist hij zijn voorsprong op de Oostenrijker Gregor Schlierenzauer te behouden. Daardoor schreef hij, als jongste Noor in de geschiedenis, het toernooi op zijn naam.